# (8831) Brändström
Pour les articles homonymes, voir Brändström.
(8831) Brandstrom, désignation internationale (8831) Brändström, est un astéroïde de la ceinture principale.

## Description
(8831) Brandstrom est un astéroïde de la ceinture principale. Il fut découvert le 2 février 1989 à Tautenburg par Freimut Börngen. Il présente une orbite caractérisée par un demi-grand axe de 2,55 UA, une excentricité de 0,12 et une inclinaison de 3,1° par rapport à l'écliptique.

## Compléments